# (158241) Yutonagatomo
(158241) Yutonagatomo est un astéroïde de la ceinture principale.

## Description
(158241) Yutonagatomo est un astéroïde de la ceinture principale. Il fut découvert le 12 octobre 2001 à Kuma Kogen par Akimasa Nakamura. Il présente une orbite caractérisée par un demi-grand axe de 2,45 UA, une excentricité de 0,12 et une inclinaison de 7,3° par rapport à l'écliptique.

## Compléments